# Championnat d'Europe masculin de basket-ball des petits pays
Le championnat d’Europe de basket-ball des petits pays (anglais : FIBA European Championship for Small Countries) est la division inférieure du championnat d’Europe de basket-ball masculin.

## Format
Fondé en 1988 sous le nom de Promotion Cup, ce championnat met aux prises les équipes des plus faibles nations européennes et ne donne lieu à aucune promotion automatique en championnat d’Europe B. Il a été rebaptisé EuroBasket Division C en 2007. Lorsqu’en 2011 la FIBA Europe abolit le double système des Divisions A et B, la Division C est renommée « championnat d’Europe de basket-ball des petits pays ».

## Palmarès
| 1988 | Malte       | Islande (1)     | 86 - 69     | Irlande        | Chypre      | 73 - 68     | Luxembourg     |
| 1990 | Cardiff     | Islande (2)     | 101 - 93    | Chypre         | Luxembourg  | 75 - 70     | Irlande        |
| 1992 | Nicosie     | Autriche (1)    | 70 - 68     | Luxembourg     | Chypre      | 86 - 85     | Irlande        |
| 1994 | Dublin      | Irlande (1)     | 81 - 78     | Chypre         | Islande     | 95 - 87     | Luxembourg     |
| 1996 | Saint-Marin | Autriche (2)    | 54 - 52     | Norvège        | Saint-Marin | 85 - 70     | Pays de Galles |
| 1998 | Gibraltar   | Andorre (1)     | Championnat | Pays de Galles | Saint-Marin | Championnat | Gibraltar      |
| 2000 | Andorre     | Andorre (2)     | Championnat | Saint-Marin    | Écosse      | Championnat | Pays de Galles |
| 2002 | Ta' Qali    | Saint-Marin (1) | 82 - 70     | Pays de Galles | Écosse      | 94 - 80     | Andorre        |
| 2004 | Andorre     | Andorre (3)     | 95 - 83     | Luxembourg     | Écosse      | 101 - 78    | Azerbaïdjan    |
| 2006 | Durrës      | Azerbaïdjan (1) | 66 - 57     | Albanie        | Andorre     | 94 - 85     | Moldavie       |
| 2008 | Édimbourg   | Azerbaïdjan (2) | 80 - 78     | Moldavie       | Écosse      | 90 - 76     | Andorre        |
| 2010 | La Valette  | Danemark (1)    | 87 - 69     | Andorre        | Malte       | 85 - 77     | Moldavie       |
| 2012 | Serravalle  | Andorre (4)     | 74 - 72     | Moldavie       | Malte       | 96 - 57     | Saint-Marin    |
| 2014 | Gibraltar   | Andorre (5)     | 66 - 63     | Malte          | Écosse      | 67 - 55     | Saint-Marin    |
| 2016 | Ciorescu    | Arménie (1)     | 79 - 71     | Andorre        | Saint-Marin | 60 - 53     | Irlande        |
| 2018 | Serravalle  | Malte (1)       | 75 - 59     | Norvège        | Irlande     | 86 - 66     | Gibraltar      |
| 2021 | Limerick    | Irlande (2)     | Championnat | Andorre        | Malte       | Championnat | Saint-Marin    |
| 2022 | Ta' Qali    | Arménie (2)     | 84 - 68     | Malte          | Andorre     | 84 - 75     | Azerbaïdjan    |
| 2024 | Andorre     | Andorre (6)     | 84 - 79     | Malte          | Saint-Marin | 73 - 70     | Gibraltar      |

## Tableau des médailles
| Rang       | Nation         | Or | Argent | Bronze | Total |
| ---------- | -------------- | -- | ------ | ------ | ----- |
| 1          | Andorre        | 6  | 3      | 2      | 11    |
| 2          | Irlande        | 2  | 1      | 1      | 4     |
| 3          | Islande        | 2  | 0      | 1      | 3     |
| 4          | Arménie        | 2  | 0      | 0      | 2     |
| 4          | Autriche       | 2  | 0      | 0      | 2     |
| 4          | Azerbaïdjan    | 2  | 0      | 0      | 2     |
| 7          | Malte          | 1  | 3      | 3      | 7     |
| 8          | Saint-Marin    | 1  | 1      | 4      | 6     |
| 9          | Danemark       | 1  | 0      | 0      | 1     |
| 10         | Chypre         | 0  | 2      | 2      | 4     |
| 11         | Luxembourg     | 0  | 2      | 1      | 3     |
| 12         | Moldavie       | 0  | 2      | 0      | 2     |
| 12         | Norvège        | 0  | 2      | 0      | 2     |
| 12         | Pays de Galles | 0  | 2      | 0      | 2     |
| 15         | Albanie        | 0  | 1      | 0      | 1     |
| 16         | Écosse         | 0  | 0      | 5      | 5     |
| 16 nations | 16 nations     | 19 | 19     | 19     | 57    |